# Eric de Beukelaer

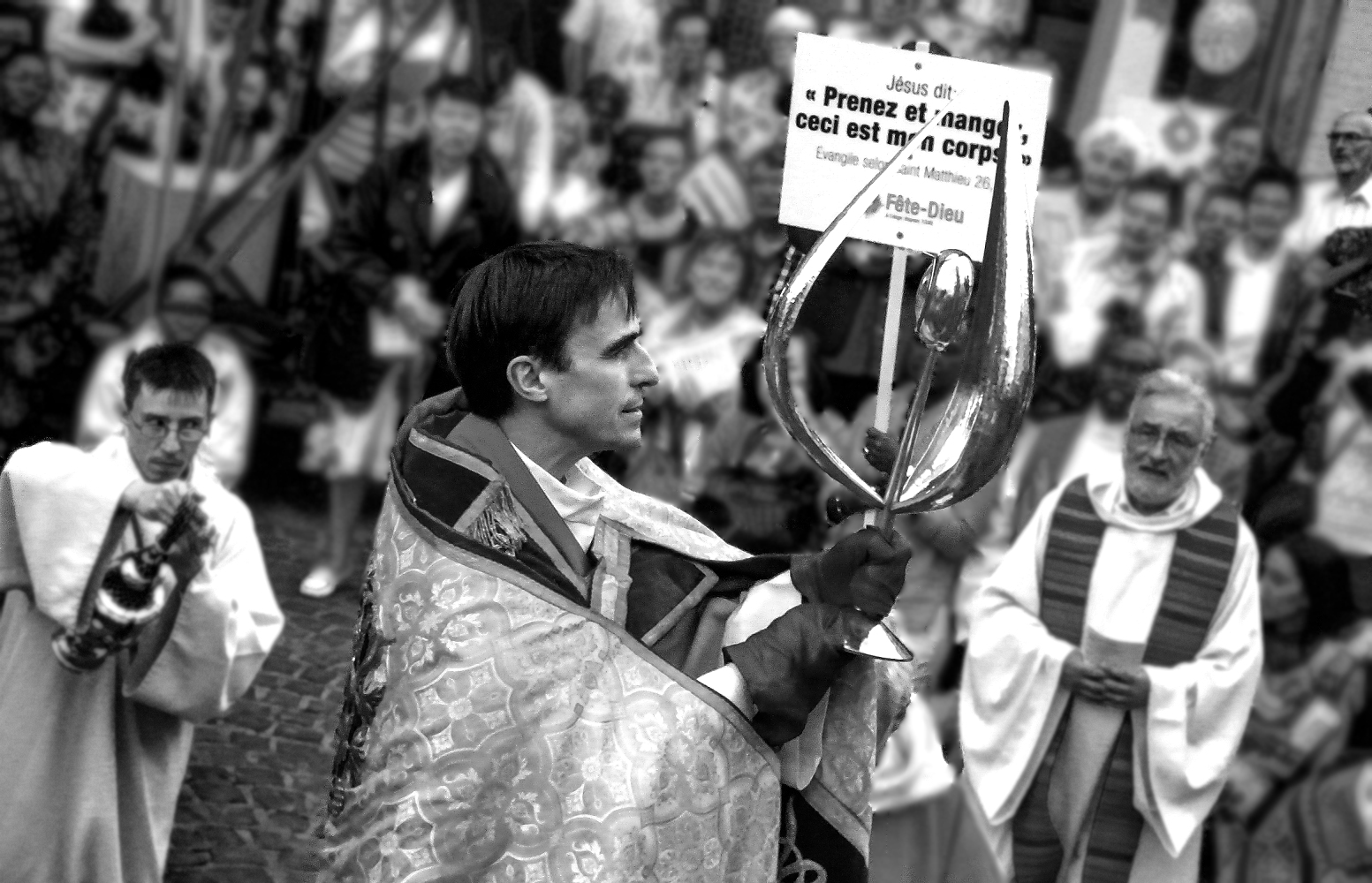
Eric de Beukelaer

Eric de Beukelaer (Wilrijk, 1963) is een Belgisch priester.
Eric de Beukelaer liep school aan het atheneum van Kapellen en bij de jezuïeten in Antwerpen.  Hij maakte zijn humaniora af op een internationaal college in Wales.  In 1991 werd hij priester gewijd. Hij is licentiaat in de rechten, filosofie, theologie (Gregoriaanse Universiteit Rome) en kerkelijk recht (Münster).  Hij is rector van het seminarie Saint-Paul in Louvain-la-Neuve en onder kardinaal Danneels was hij de Franstalige woordvoerder van de bisschoppen van België. Mgr Aloys Jousten benoemde de Beukelaer tot kanunnik van het Sint-Lambertuskapittel in Luik.

## Werken
- Leesgids bij het Compendium van de Catechismus van de Katholieke Kerk
- Apprendre à vivre sa sexualité, Ed. des Béatitudes , Nouan-le-Fuzelier (Loir-et-Cher), april 2007
- Pourquoi je ne crois pas à la faillite du christianisme, Nouvelle Cité, Bruyères-le-Châtel (Essonne), Collection : Vie des hommes, EAN13 9782853135887